# Frenkendorf

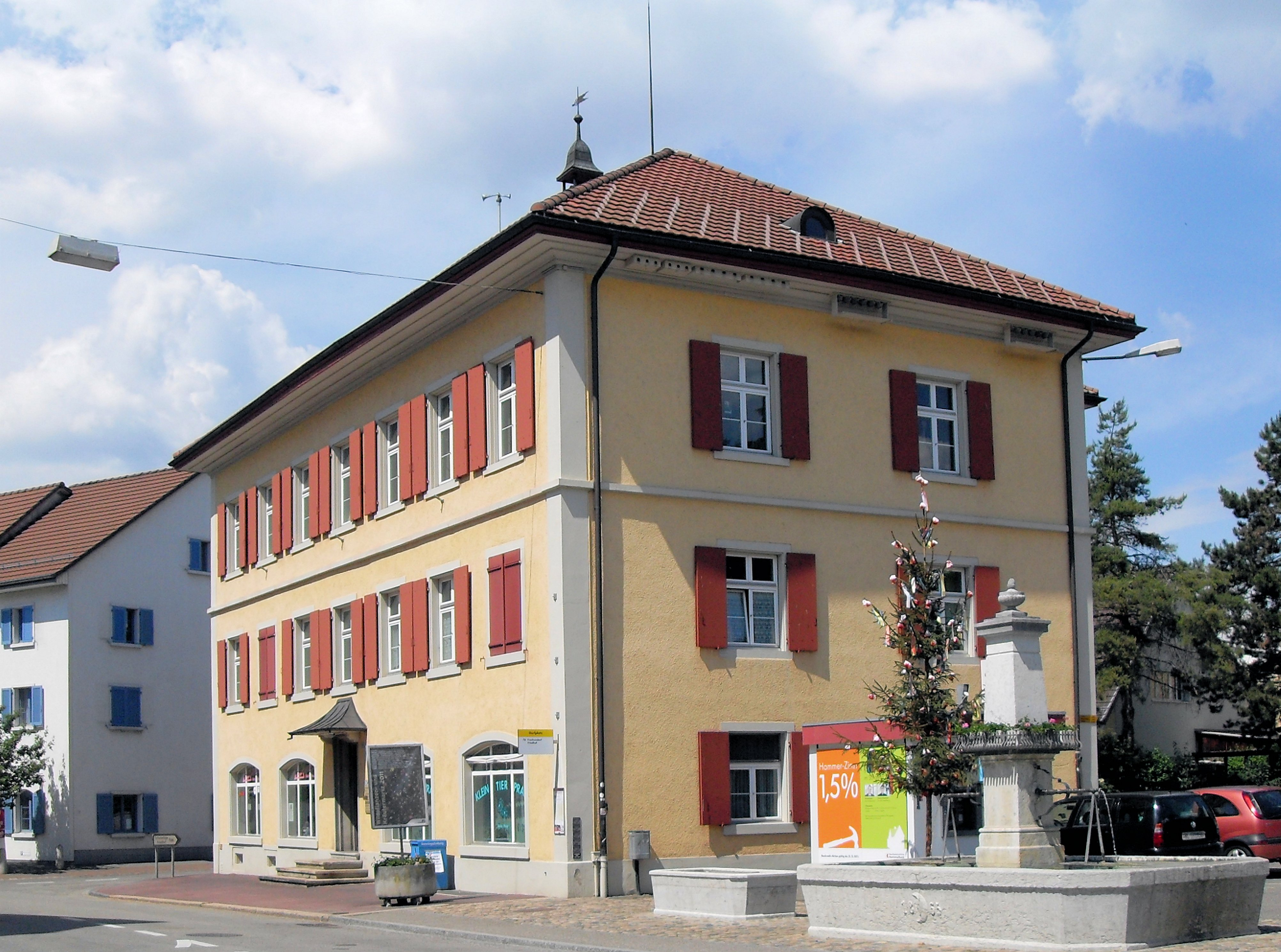
Skolhus.

Frenkendorf är en ort och kommun i distriktet Liestal i kantonen Basel-Landschaft, Schweiz. Kommunen har 6 623 invånare (2023).